# Zbigniew Wiesław Sorbjan
Zbigniew Wiesław Sorbjan (ur. 20 maja 1946 w Warszawie, zm. 19 lutego 2017 w Milwaukee) – profesor, polski fizyk atmosfery. 

## Życiorys
Absolwent II Liceum Ogólnokształcącego im. Stefana Batorego w Warszawie (matura 1964). Studia ukończył w dziedzinie meteorologii technicznej pod kierunkiem profesora Władysława Parczewskiego na wydziale Inżynierii Sanitarnej i Wodnej Politechniki Warszawskiej. Doktorat uzyskał na podstawie pracy  Numeryczny model granicznej warstwy atmosfery w warunkach miejskich na Politechnice Warszawskiej w roku 1976. Po uzyskaniu doktoratu odbywał staż na uniwersytecie w Uppsali i tam zastał go stan wojenny. Habilitował się w roku 1991 w Instytucie Geofizyki Polskiej Akademii Nauk w Warszawie. Tytuł profesora uzyskał w roku 2005. Pracował na uczelniach polskich i amerykańskich. Pełnił obowiązki członka Rad Naukowych Instytutu Meteorologii i Gospodarki Wodnej i Instytutu Geofizyki PAN. Był laureatem nagrody "Battan Award", nadanej w roku 1998 przez Amerykańskie Towarzystwo Meteorologiczne (American Meteorological Society). Pełnił obowiązki edytora działowego pisma “Acta Geophysica”.
Specjalizował się w fizyce warstwy granicznej, teorii podobieństwa i symulacjach numerycznych warstwy granicznej atmosfery. Był autorem kilkudziesięciu prac naukowych, rozdziałów książkowych, podręczników, skryptów, a także książek popularnonaukowych o pogodzie.

## Wybrane publikacje
- “Podstawy Numerycznych Prognoz Pogody” (1975). Skrypt. Wydawnictwa Politechniki Warszawskiej.
- “Turbulencja i Dyfuzja w Dolnej Atmosferze” (1983). Państwowe Wydawnictwo Naukowe.
- “Structure of the Atmospheric Boundary Layer”. Prentice-Hall, (1989). Nowa, rozszerzona i poprawiona edycja w roku 2013.
- “Hands-on-Meteorology”. American Meteorological Society, "Project Atmosphere" (1996), Książka tłumaczona na język japoński (2001) i polski (2001).
- “Pogoda dla Każdego”  (2001), Prószyński. Warszawa.
- “Pogoda dla Koneserów” (2004), Meteor. Warszawa.